# Tropisternis salsamentus
Tropisternis salsamentus is een keversoort uit de familie van de waterkevers (Hydrophilidae). De wetenschappelijke naam van de soort is voor het eerst geldig gepubliceerd door Fall.